# Émerson Leão
Émerson Leão (Ribeirão Preto, 11 juli 1949) is een Braziliaanse ex-voetballer als doelman en later als trainer. Hij speelde het grootste deel van zijn carrière voor Palmeiras.  

## Biografie
Hij begon zijn carrière bij de jeugd van São José en startte in 1968 in het eerste elftal van Comercial. Daar werd hij opgemerkt door het grote Palmeiras, met deze club won hij drie keer het Campeonato Paulista en ook drie keer de landstitel. Na een passage bij Vasco da Gama ging hij naar Grêmio waarmee hij ook landskampioen werd. Hij maakte het seizoen dat jaar af bij Corinthians, waarmee de staatstitel gewonnen werd. 
Leão speelde ook tachtig wedstrijd voor het nationale elftal. Op het WK 1970 was hij reservedoelman, de Brazilianen wonnen dat jaar de titel. De volgende twee wereldbekers was hij de vaste doelman en in 1978 was hij zelfs de eerste Braziliaanse doelman die de aanvoerdersband droeg. Dida deed hem dit na in 2006 tijdens de wedstrijd tegen Japan. In 1986 was hij opnieuw reservedoelman. 
Na zijn spelerscarrière werd hij trainer. Hij leidde Sport do Recife naar de landstitel in 1987. Bij een latere stop bij deze club won hij ook nog het Campeonato Pernambucano in 2000. Met Atlético Mineiro won hij in 1997 de Copa CONMEBOL. Een jaar later won hij deze trofee ook met Santos, waarmee hij in 2002 ook de landstitel veroverde. Zijn laatste titel behaalde hij in 2005 toen hij met São Paulo de staatstitel won. 
1 Félix ·
2 Brito ·
3 Piazza ·
4 Carlos Alberto  ·
5 Clodoaldo ·
6 Marco Antônio ·
7 Jairzinho ·
8 Gérson ·
9 Tostão ·
10 Pelé ·
11 Rivellino ·
12 Stinghen ·
13 Roberto ·
14 Baldocchi ·
15 Fontana ·
16 Everaldo ·
17 Joel ·
18 Paulo Cézar Caju ·
19 Edu ·
20 Dario ·
21 Zé Maria ·
22 Leão ·
Coach: Zagallo
1 Leão ·
2 Luís Pereira ·
3 Marinho Peres ·
4 Zé Maria ·
5 Piazza ·
6 Marinho Chagas ·
7 Jairzinho ·
8 Leivinha ·
9 César Maluco ·
10 Rivellino ·
11 Caju ·
12 Renato ·
13 Valdomiro ·
14 Nelinho ·
15 Alfredo ·
16 Marco Antônio ·
17 Carpegiani ·
18 Ademir da Guia ·
19 Mirandinha ·
20 Edu ·
21 Dirceu ·
22 Waldir Peres ·
Coach: Zagallo
1 Leão ·
2 Toninho ·
3 Oscar ·
4 Amaral ·
5 Cerezo ·
6 Edinho ·
7 Zé Sérgio ·
8 Zico ·
9 Reinaldo ·
10 Rivellino  ·
11 Dirceu ·
12 Carlos ·
13 Nelinho ·
14 Abel ·
15 Polozzi ·
16 Rodrigues Neto ·
17 Batista ·
18 Gil ·
19 Jorge Mendonça ·
20 Roberto Dinamite ·
21 Chicão ·
22 Waldir Peres ·
Coach: Coutinho
1 Carlos ·
2 Édson ·
3 Oscar ·
4 Edinho  ·
5 Falcão ·
6 Júnior ·
7 Müller ·
8 Casagrande ·
9 Careca ·
10 Zico ·
11 Edivaldo ·
12 Paulo Vítor ·
13 Josimar ·
14 Júlio César ·
15 Alemão ·
16 Mauro Galvão ·
17 Branco ·
18 Sócrates ·
19 Elzo ·
20 Paulo Silas ·
21 Valdo ·
22 Leão ·
Coach: Santana
1 Dida ·
2 Zé Maria ·
3 Lúcio ·
4 Edmílson ·
5 Léomar ·
6 Gustavo Nery ·
7 Leandro ·
8 Vampeta  ·
9 Sonny Anderson ·
10 Robert ·
11 Carlos Miguel ·
12 Carlos Germano ·
13 Evanílson ·
14 César Belli ·
15 Caçapa ·
16 Léo ·
17 Vágner ·
18 Fábio Rochemback ·
19 Júlio Baptista ·
20 Ramon ·
21 Washington ·
22 Magno Alves ·
23 Fábio Costa ·
Coach: Leão